# Bábolna
Bábolna är en stad och kommun i distriktet Komárom i provinsen Komárom-Esztergom i Ungern. Kommunen har 3 397 invånare (2024), på en yta av 33,54 km².